# Juan Soriano (hiszpański piłkarz)
Juan Soriano Oropesa (ur. 23 sierpnia 1997 w Benacazón) – hiszpański piłkarz występujący na pozycji bramkarza w CD Leganés.